# Museo Robert Brady
El museo Robert Brady se encuentra en el centro de Cuernavaca, estado de Morelos, junto a la  catedral de la ciudad. El museo se enfoca en la difusión de la colección personal de alrededor de mil trescientas obras de arte que Robert Brady adquirió a lo largo de su vida.

## Historia del edificio
La "casa de la Torre" fue construida en el siglo XVI como parte de un convento franciscano. La torre fue agregada a principios del siglo XX y se la utilizó como observatorio. Robert Brady compró la casa en 1961 y a partir del 18 de febrero de 1990 se convirtió en museo.

## Semblanza de Robert Brady

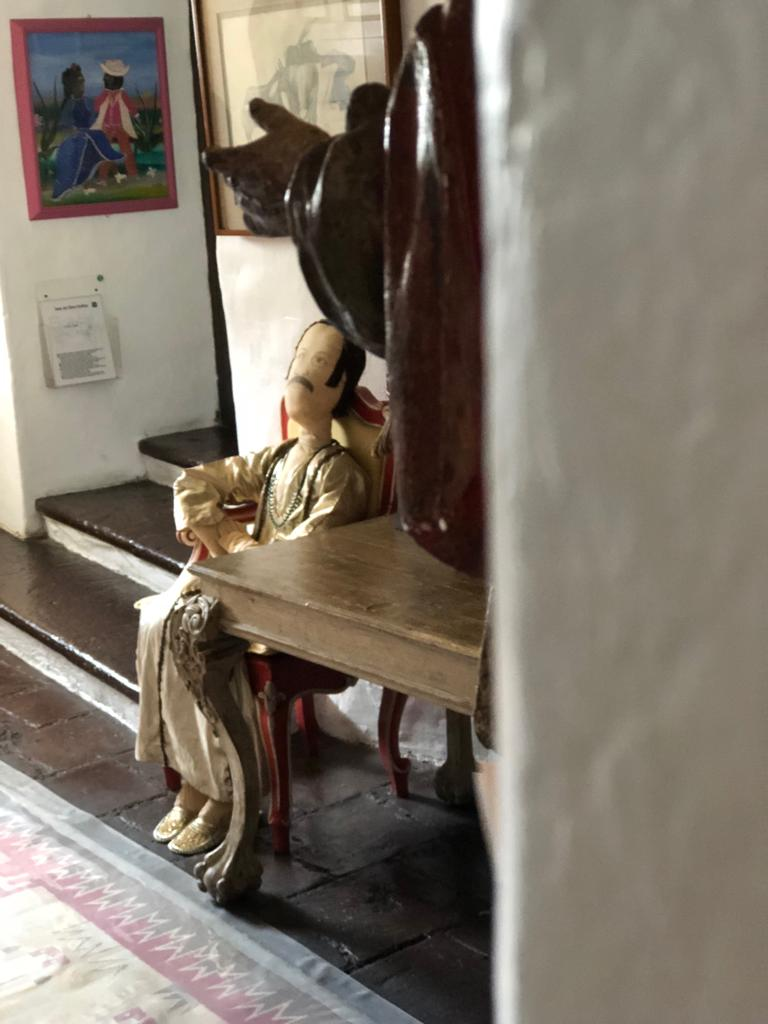
Muñeco de Robert Brady en exposición permanente

Nacido en Fort Dodge, Iowa, Estados Unidos, Robert Brady halló su vocación artística desde joven. Influenciado por su madre pintora, estudió en el Art Institut of Chicago, para luego asistir a The Barnes Foundation, donde se convirtió en discípulo del propio Albert C. Barnes, un excéntrico coleccionista de arte. En 1959, Brady llega a México, pero es en 1961 cuando se topa con la ciudad de Cuernavaca, su hogar para el resto de su vida. Tras adquirir la Casa de la Torre en Nezahualcóyotl núm. 4, actual Museo Robert Brady, el artista se dedicó a pintar durante nueve meses del año y a viajar los otros tres: dicha facilidad para recorrer el mundo sería la razón de que comenzara a coleccionar objets d´art.
Igualmente, tras la restauración de su casa recibió a numerosas personalidades de la época: a la mecenas Peggy Guggenheim, de quien heredó la manía por el coleccionismo, a los afamados escritores Carlos Fuentes, Tennessee Williams y Octavio Paz, al psicólogo Erich Fromm, a las actrices Dolores del Río, Rita Hayworth, Hellen Hayes y Gloria Swanson, a la cantante Maria Callas, a la bailarina Joséphine Baker, a los pintores Rufino Tamayo y Tamara de Lempicka, al artista plástico Francisco Toledo, al pensador anarquista Iván Illich, y a Josefina, ex reina de Italia, entre muchos otros.
Abiertamente homosexual, Brady contrajo nupcias en una ceremonia privada en Acapulco con la ya mencionada Joséphine Baker, una bailarina afroamericana, bisexual, miembro de la resistencia francesa y quien se unió a Brady en busca de un amor heterodoxo que le ayudara a sobrellevar sus experiencias afectivas pasadas. La unión duró tan sólo dos años, pues en abril de 1975 Joséphine falleció víctima de una hemorragia cerebral. Por su parte, él murió de cáncer en 1986. Está enterrado en el jardín de su casa cuernavacense junto a sus perros.

## Descripción del museo

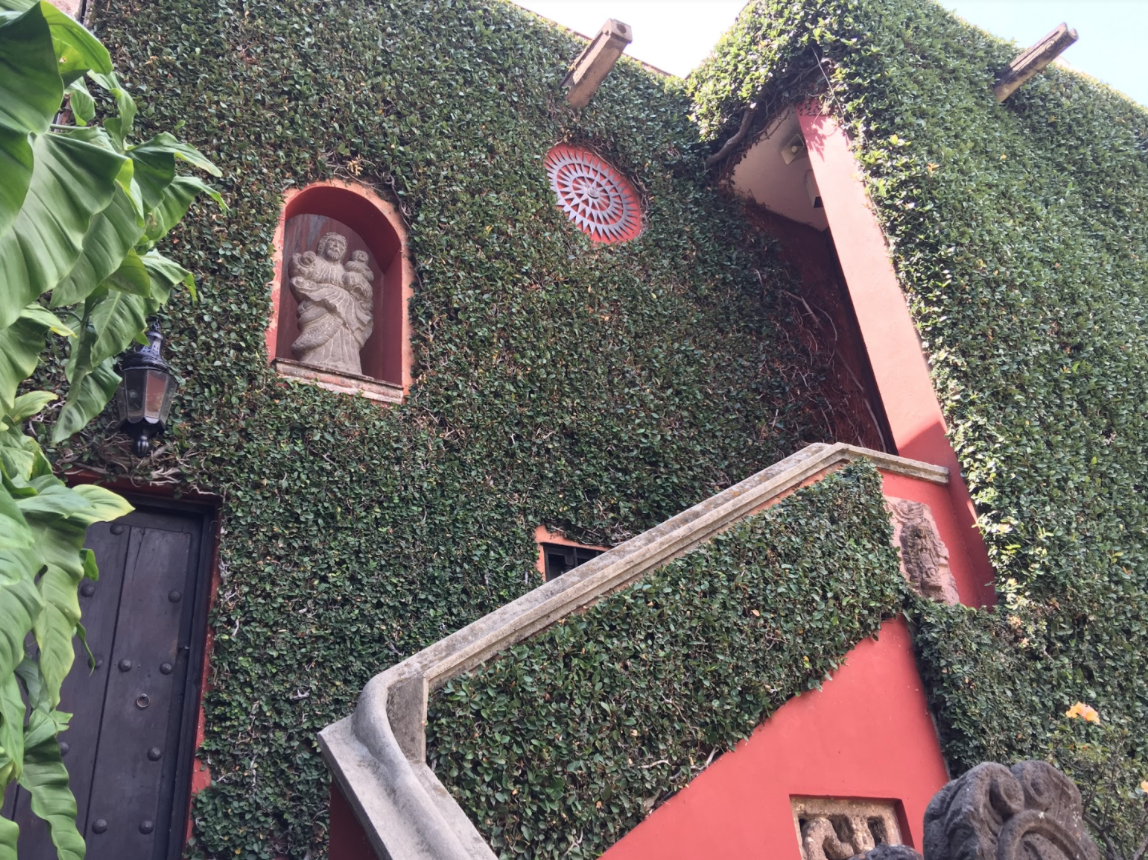
Entrada a la planta alta del Museo

Con catorce salas repartidas a lo largo del complejo, el Robert Brady posee una de las colecciones de arte más ricas y heterodoxas en todo el país. Fusión de culturas y estilos, las piezas documentan la profundidad antropológica de pueblos distantes entre sí, pero unidos por la expresión material de sus culturas. Todo en la exposición está dispuesto de tal manera que el visitante adivine mensajes ocultos o relatos secretos, pues Brady hace de su colección un juego en el que participan los observados y los que observan, las piezas y los humanos.
Asimismo, existe un equilibrio cromático en el recinto que aprovecha la luz natural para descubrir cada elemento de las piezas; este interés de hallar en el color una excusa artística fue influido por personajes como Luis Barragán y la Sala Amarilla o la Recámara Oriental son ejemplos de su uso.
Especial mención merecen las litografías originales de Diego Rivera, José Guadalupe Posada, Francisco Toledo y Max Beckmann encontradas en la Sala de Obra Gráfica encontradas tras morir Robert Brady, el Instituto Nacional de Antropología e Historia, en asociación con la Fundación Robert Brady A.C. en México y la Robert Brady Foundation en Estados Unidos, cumplieron la última voluntad del artista que era ver su casa convertida en un museo, el cual abrió sus puertas el dieciocho de febrero de 1990.
Los visitantes que acudan a este recinto se encontrarán frente a la mirada de máscaras africanas e ídolos indígenas, rodeados de cerámica guerrerense y piedra de volcán, por crucifijos de madera y cachivaches nostálgicos. En el Robert Brady, el tiempo estampa su divisa en cada pieza. 

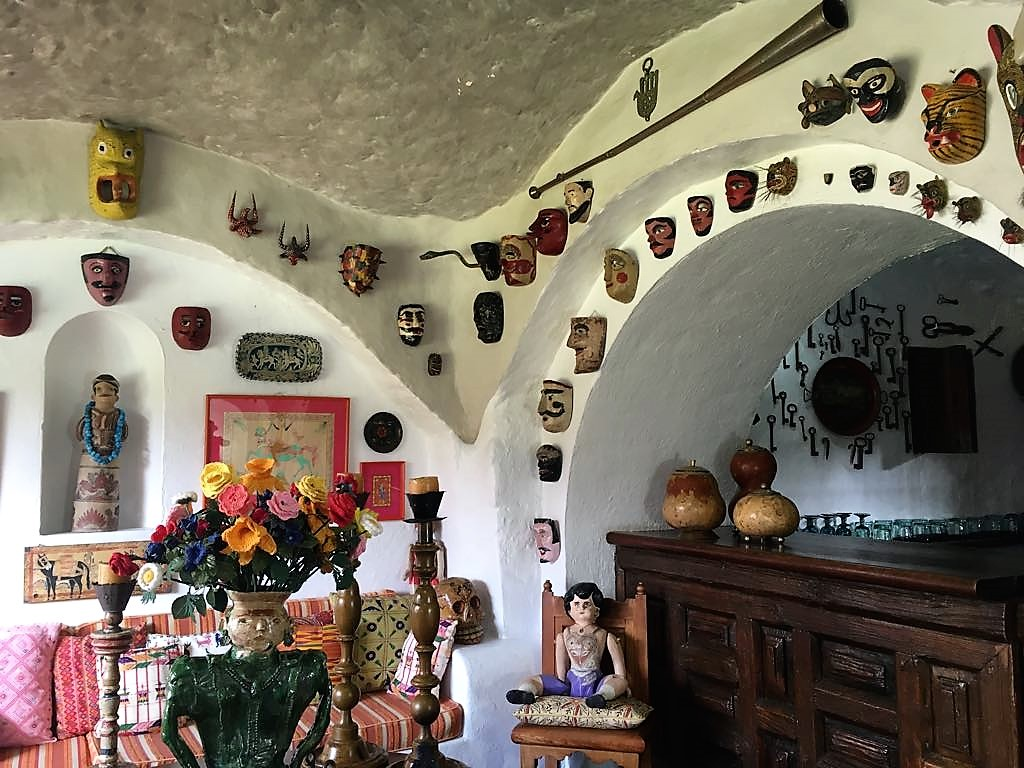
Cantina de Brady decorada con máscaras afroantillanas y mexicanas

## Importancia
El museo es punto de encuentro de los cinco continentes, una congregación de la pluralidad patrimonial del hombre, un espacio cultural que reúne 1,300 piezas de tiempos y lugares distintos. Se encuentra en un lugar privilegiado del centro de Cuernavaca: junto a la catedral, a una calle del Jardín Borda, y a dos cuadras del Palacio de Cortés, hoy Museo Regional de los Pueblos de Morelos. Su persistencia a lo largo de los años es patente de cuán arraigado está la figura de Robert Brady en la comunidad cuernavacense. 